# Каннський кінофестиваль 1967
20-й Каннський міжнародний кінофестиваль відбувся з 27 квітня по 12 травня у Каннах, Франція. У конкурсі було представлено 24 повнометражних фільми та 16 короткометражок. Фестиваль відкрито показом стрічки Я убив Распутіна режисера Робера Оссейна. Фільмом закриття фестивалю було обрано документальний Батук режисера Жана-Жака Маніжо.

## Журі
- Алессандро Блазетті — Голова журі, кінорежисер,  Італія
- Жорж Люру, віце-голова,  Франція
- Сергій Бондарчук, кінорежисер,  СРСР
- Рене Боннель,  Франція
- Жан-Луї Борі, кінокритик,  Франція
- Міклош Янчо, кінорежисер,  Угорщина
- Клод Лелуш, кінорежисер,  Франція
- Ширлі Маклейн,  США
- Вінсент Міннеллі,  США
- Жорж Нево,  Франція
- Жан Луїджі Ронді,  Італія
- Усман Сембен,  Сенегал

Програми короткометражних фільмів
- Марк Турфуе — Голова журі, журналіст,  Бельгія
- Тахар Черіа[en],  Туніс
- Андре Котан,  Франція
- Здравка Колева,  Болгарія
- Жан Шмідт,  Франція

## Фільми-учасники конкурсної програми
| Переможців виділено окремим кольором. |

Повнометражні фільми
| Фільм                       | Назва мовою оригіналу  | Режисер                  | Країна                 |
| --------------------------- | ---------------------- | ------------------------ | ---------------------- |
| Аморальний                  | L'immorale             | П'єтро Джермі            | Італія                 |
| Вбивство випадкове і умисне | Mord und Totschlag     | Фолькер Шльондорф        | ФРН                    |
| Гірські вітри               | Rih al awras           | Мохаммед Лахдар-Хаміна   | Алжир                  |
| Готель Для чужоземців       | Hotel pro cizince      | Антонін Маша             | Чехословаччина         |
| Гра в кровопролиття         | Jeu de massacre        | Ален Жессюа              | Франція                |
| Десять тисяч днів           | Tízezer nap            | Ференц Коша              | Угорщина               |
| Ельвіра Мадіґан             | Elvira Madigan         | Бу Відерберг             | Швеція                 |
| Земля в трансі              | Terra em Transe        | Глаубер Роша             | Бразилія               |
| Катерина Измайлова          | Катерина Измайлова     | Михайло Шапіро           | СРСР                   |
| Кожному своє                | A ciascuno il suo      | Еліо Петрі               | Італія                 |
| Моя любов, моя любов        | Mon amour, mon amour   | Надін Трентіньян         | Франція                |
| Мушетта                     | Mouchette              | Робер Брессон            | Франція                |
| Незрозумілий                | Incompreso             | Луїджі Коменчіні         | Італія                 |
| Незнайомець з Шандігора     | L'Inconnu de Shandigor | Жан Луї-Рой              | Франція                |
| Нещасний випадок            | Accident               | Джозеф Лоузі             | США                    |
| Остання зустріч             | Último encuentro       | Антоніо Есеїса           | Іспанія                |
| Педро Парамо                | Pedro Páramo           | Калос Вело               | Мексика                |
| Сага про вікінга            | Den røde kappe         | Габріель Аксель          | Швеція Данія           |
| Скупники пір'я              | Skupljaci perja        | Александр Петровіч       | СФРЮ                   |
| Ти тепер великий хлопчик    | You're a Big Boy Now   | Френсіс Форд Коппола     | США                    |
| Три дні і хлопчик           | שלושה ימים וילד        | Урі Зохар                | Ізраїль                |
| Улісс                       | Ulysses                | Джозеф Стрік             | США Велика Британія    |
| Уранішнє дитя               | La chica del lunes     | Леопольдо Торре Нільссон | Аргентина              |
| Фотозбільшення              | Blowup                 | Мікеланджело Антоніоні   | Велика Британія Італія |

## Фільми позаконкурсної програми
- Батук / Batouk (документальний), режисер Жан-Жак Маніжо,  Франція
- Я убив Распутіна / J'ai tué Raspoutine, режисер Робер Оссейн,  Франція,  Італія
- Le Conquérant De L'Inutile (A La Mémoire De Lionel Terray), режисер Марсель Ішак,  Франція
- Поїзди під пильним спостереженням / Ostre sledované vlaky, режисер Їржі Менцель,  Чехословаччина
- Привілей / Privilege, режисер Пітер Воткінс,  Велика Британія
- Restauration du Grand Trianon, режисер П'єр Зіммер,
- Війна і мир / Война и мир, режисер Сергій Бондарчук,  СРСР

## Нагороди
- Гран-прі: Фотозбільшення, режисер Мікеланджело Антоніоні
- Гран-прі журі:
  - Нещасний випадок, режисер Джозеф Лоузі
  - Скупники пір'я, режисер Олександр Петрович
- Приз за найкращу чоловічу роль: Одет Котлер за Три дні і хлопчик
- Приз за найкращу жіночу роль: Піа Дегермарк за Ельвіра Мадіґан
- Приз за найкращу режисуру: Ференц Коша за Десять тисяч днів
- Найкращий сценарій:
  - Еліо Петрі за Кожному своє
  - Ален Жессюа за Гра в кровопролиття
- Золота пальмова гілка за короткометражний фільм : Небо над Голландією, режисер Джон Фернхут
- Приз журі за короткометражний фільм:
  - Слава Фелікса Турнашона, режисер Андре Мартен
  - Один плюс один дорівнює трьом, режисер Бранко Ранітович
- Спеціальна згадка — Найкращий короткометражний фільм: L'Emploi du temps, режисер Бернар Лемойн
- Технічний Гран-прі: Небо над Голландією, режисер Джон Фернхут
- Технічний Гран-прі — Спеціальна згадка:
  - Сага про вікінга, режисер Габріель Аксель
  - Версаль, режисер Альбер Ламоріс
- Найкраща дебютна робота: Гірські вітри, режисер Мохаммед Лахдар-Хаміна
- Приз міжнародної асоціації кінокритиків (ФІПРЕССІ):
  - Скупники пір'я, режисер Александр Петровіч
  - Земля в трансі, режисер Глаубер Роша
- Приз Міжнародної Католицької організації в царині кіно (OCIC) : Мушетта, режисер Робер Брессон